# Kismocsok
A Kismocsok (eredeti cím: Joe Dirt) 2001-ben bemutatott amerikai kalandfilm-vígjáték, Dennie Gordon rendezői debütálása. A forgatókönyvet David Spade és Fred Wolf írta. A főbb szerepekben Spade, Dennis Miller, Christopher Walken, Adam Beach, Brian Thompson, Brittany Daniel, Jaime Pressly, Erik Per Sullivan és Kid Rock látható.
Az Amerikai Egyesült Államokban 2001. április 11-én mutatták be. Bevételi szempontból jövedelmező volt, de negatív kritikákat kapott. 2015-ben jelent meg folytatása Büntet a kismocsok 2. címmel.

## Cselekmény
Piszkos Joe ránézésre örök vesztes, egy Los Angeles-i rádióállomás takarítója. Zander Kelly DJ lehetőséget ad neki a szereplésre rádióműsorában. Joe elmeséli a hallgatóknak, nyolcéves korában hogyan hagyták ott szülei a Grand Canyonnál, nőtt fel árvaként, majd indult el felnőttként megkeresni őket, eközben őrült kalandokba keveredve.

## Szereplők
| Színész            | Szerep                                           | Magyar hang         |
| ------------------ | ------------------------------------------------ | ------------------- |
| David Spade        | Joseph "Joe" Dirt / Piszkos Joe (sz.: Nunamaker) | Rajkai Zoltán       |
| Erik Per Sullivan  | Piszkos Joe fiatalon                             |                     |
| Brittany Daniel    | Brandy                                           | Gubás Gabi          |
| Dennis Miller      | Zander Kelly                                     | Székhelyi József    |
| Adam Beach         | Rugószárny                                       | Rába Roland         |
| Christopher Walken | Anthony Benedetti / Clem Doore / Gert B. Fröbe   | Végvári Tamás       |
| Jaime Pressly      | Jill                                             | Solecki Janka       |
| Kid Rock           | Robby                                            | Barabás Kiss Zoltán |
| Rosanna Arquette   | Charlene, aligátor farmtulajdonos                |                     |
| Joe Don Baker      | Don, Brand apja                                  |                     |
| Megan Harvey       | Joe húga                                         |                     |
| Caroline Aaron     | Mrs. Nunamaker                                   | Kiss Erika          |
| Fred Ward          | Mr. Nunamaker                                    | Csuja Imre          |
| Brian Thompson     | Buffalo Bob                                      | Sörös Sándor        |
| Blake Clark        | Fran farmer                                      |                     |
| Hamilton Camp      | meteorszakértő                                   | Áron László         |
| Mitzi Martin       | Miss Clipper                                     |                     |
| Tyler Mane         | Bondi                                            | Hajdu Steve         |
| Kevin Farley       | Doughrity rendőrtiszt                            |                     |
| John Farley        | KXLA biztonsági őr                               | Szűcs Sándor        |
| Rance Howard       | tűzszerész rendőr                                |                     |
| Steven Brill       | helyszínelő rendőr                               |                     |
| Richard Riehle     | autókereskedő                                    | Kardos Gábor        |
| Bree Turner        | diáklány                                         |                     |
| Hal Fishman        | önmaga                                           |                     |
| Eddie Money        | önmaga                                           |                     |
| Carson Daly        | önmaga                                           |                     |
| Kevin Nealon       | piszkos szerelő                                  | Bicskey Lukács      |

## Fogadtatás

### Bevételi adatok
A Kismocsok negyedik helyen nyitott az észak-amerikai mozikban, a bemutató hétvégéjén 8 016 008 dolláros bevétellel. Észak-amerikai összbevétele 27 087 695 dollár volt, a többi országban 3 900 000 dollárt hozott. Összbevétele így 30 987 695 dollár lett, 17,7 milliós költségvetés mellett.

### Kritikai visszhang
A film negatív kritikákat kapott. A Rotten Tomatoes-on 76 kritika összegzése után 9%-os értékelésen áll.

## Kapcsolódó művek
A 2010-es évek elején Spade a TBS csatornával közösen egy próbaepizódon dolgozott, mely a film animációs feldolgozása lett volna. A projekt végül nem valósult meg.
A film élőszereplős folytatása 2015 júliusában került mozikba, Büntet a kismocsok 2. címmel.

## Fordítás
- Ez a szócikk részben vagy egészben  a   Joe Dirt című angol Wikipédia-szócikk ezen változatának fordításán alapul.  Az eredeti cikk szerkesztőit annak laptörténete sorolja fel. Ez a jelzés csupán a megfogalmazás eredetét és a szerzői jogokat jelzi, nem szolgál a cikkben szereplő információk forrásmegjelöléseként.